# Macromitrium polygonostomum
Macromitrium polygonostomum là một loài rêu trong họ Orthotrichaceae. Loài này được Dixon & P. de la Varde mô tả khoa học đầu tiên năm 1927.